# Мержанов, Виктор Карпович
Ви́ктор Ка́рпович Мержа́нов (15 августа 1919, Тамбов — 20 декабря 2012, Москва) — советский российский пианист, педагог, музыкально-общественный деятель. Народный артист СССР (1990).

## Биография
Виктор Мержанов родился в 1919 году в Тамбове. По происхождению — армянин.
Начал своё обучение в Тамбовском музыкальном техникуме (ныне Тамбовский государственный музыкально-педагогический институт имени С. В. Рахманинова) у педагогов А. Ф. Лавдовской, С. М. Старикова и А. А. Полторацкого.
В 1936—1941 годах обучался в Московской консерватории у С. Е. Фейнберга (фортепиано) и А. Ф. Гедике (орган), окончив её с золотой медалью. Там же прошёл курс аспирантуры под руководством С. Е. Фейнберга (1947).
В 1941—1945 годах участвовал в войне. Играл в военных оркестрах (на самых разных инструментах), окончил танковое училище.
Международную известность как пианист получил в 1945 году, когда выиграл первую премию на Всесоюзном конкурсе музыкантов-исполнителей в Москве (ещё одну первую премию получил С. Т. Рихтер).
С 1946 года — солист Московской филармонии. С 1950 года выступал и как ансамблист (со скрипачом А. К. Тер-Габриэляном, с Квартетом им. Комитаса). На протяжении более шестидесяти лет концертировал во множестве стран: дал более двух тысяч концертов в трехстах тридцати городах. Среди дирижёров, аккомпанировавших пианисту — К. П. Кондрашин, А. В. Гаук, Н. П. Аносов, К. Зандерлинг, К. К. Иванов, Е. Ф. Светланов, В. Нойман, Г. Н. Рождественский, Ю. Х. Темирканов.
С самого начала своей карьеры обращался к современной музыке.
Сделал многочисленные грамзаписи, выпущенные им в США, Италии, Японии и СССР: ряд сонат Л. ван Бетховена, фантазия Ф. Шуберта «Скиталец», «Карнавал» и ряд других сочинений Р. Шумана, музыка Ф. Шопена (соната b-moll, Баллада g-moll, 24 прелюдии, Фантазия и др.), Ф. Листа (в том числе Шесть этюдов по Н. Паганини), Э. Грига (Концерт, Баллада, Соната и др.), Вариации Н. Паганини-И. Брамса, «Времена года» п. И. Чайковского, «Картинки с выставки» М. П. Мусоргского, Третий концерт и Рапсодия на тему Н. Паганини С. В. Рахманинова, произведения А. Н. Скрябина (Пятая соната, Двенадцать этюдов ор. 8 и др.). В 1948 году первым записал Шестую сонату С. С. Прокофьева на пластинку.
С 1947 года преподавал в Московской консерватории (с 1964 года — профессор, с 2007 — заведующий кафедрой специального фортепиано). В 1973—1978 годах преподавал в Варшавской консерватории (ныне Музыкальный университет имени Фредерика Шопена), в 1990—1998 — в Высшей музыкальной школе Троссинген (Германия). Участвовал в работе международных курсов развития фортепианного мастерства в Веймаре (1967), во Фрайбурге (с 1987) и Шпайхингене (постоянно, все — Германия), Душниках (с 1967) и Вроцлаве (с 1984, оба — Польша), Больцано (Италия, 1936), Манчестере (с 1987, Англия), Хельсинки, Салониках, Лос-Анджелесе, Дубровнике (Хорватия), Париже, Токио, Лондоне, ежегодно — в Тамбове. Среди его многочисленных учеников — лауреаты международных конкурсов А. Нерсесян, В. Бунин, О. Волков, Ю. Слесарев, И. Гирфанов, Ю. Диденко, М. Оленев, Х. Харада (Япония), Т. Шебанова, Р. Свиридов, И. Хованская, А. Яровая, Н. Карузи (Италия), С. Юшкевич, Н. Казимирова, Н. Деева и многие другие. Давал мастер-классы в Южной Корее, США, Японии, Греции, Франции, Финляндии, Германии, Великобритании, Польше, Италии.
Был членом жюри ведущих международных конкурсов во многих странах мира (конкурс им. Королевы Елизаветы в Брюсселе и др.), председателем жюри Московского международного конкурса пианистов им. С. В. Рахманинова, инициатором создания и президентом Российского Рахманиновского общества. Инициатор создания Всероссийского фестиваля им. С. В. Рахманинова в Тамбове (1982). Член Правления и председатель секции пианистов Всероссийского музыкального общества.
Автор статей (в частности, о Сонате b-moll Ф. Шопена и Пятой сонате А. Н. Скрябина) и редакций (в том числе редакция «Хорошо темперированного клавира» И. С. Баха).
Скончался 20 декабря 2012 года в Москве. Похоронен на Новодевичьем кладбище.

## Награды и звания
- Всесоюзный конкурс музыкантов-исполнителей в Москве (1945, 1-я премия, ещё одну первую премию получил С. Т. Рихтер)
- Международный конкурс пианистов им. Ф. Шопена в Варшаве (1949, 10-я премия)
- Заслуженный артист РСФСР (15.11.1965)
- Заслуженный деятель искусств РСФСР (1972) — за заслуги в области советского музыкального искусства[5]
- Народный артист РСФСР (1977) — за заслуги в развитии советского музыкального искусства[6]
- Народный артист СССР (1990) — за большие заслуги в развитии советского музыкального искусства[7]
- Орден Почёта (2010) — за заслуги в развитии отечественной культуры и искусства, многолетнюю плодотворную деятельность[8]
- Орден Дружбы (2001) — за многолетнюю плодотворную деятельность в области культуры и искусства, большой вклад в укрепление дружбы и сотрудничества между народами[9].
- Медаль «За победу над Германией в Великой Отечественной войне 1941—1945 гг.»
- Офицер ордена Заслуг перед Республикой Польша[10]
- Нагрудный знак «За заслуги перед польской культурой»
- Почётная грамота Президиума Верховного Совета УССР
- Почётные грамоты Президиумов Верховного Совета СССР, РСФСР
- Почётный доктор Белорусской академии музыки
- Почётный президент Объединения педагогов фортепиано (European piano teachers association — ЭПТА России)
- Почётный профессор Тамбовского государственного музыкально-педагогического института им. С. В. Рахманинова (2012)
- Член совета Музея им. А. Н. Скрябина в Москве
- Почётный гражданин Тамбова (1994)

## Память
- 4 сентября 2015 года колледжу при Тамбовском музыкально-педагогическом институте им. С. В. Рахманинова присвоено имя пианиста[11]
- Детская музыкальная школа № 2 Тамбова носит имя В. К. Мержанова
- С 14 декабря 2014 по 24 января 2015 года в Московской консерватории проходил Международный фестиваль к 95-летию со дня рождения В. Мержанова[12]
- 13—24 августа 2014 года в Кюстендиле (Болгария) проходил Международный конкурс пианистов им. В. Мержанова[11]
- 19 и 21 декабря 2013 года в Москве проходили концерты фортепианной музыки памяти пианиста[11]
- 5—20 декабря 2013 года в Тамбове проходил Международный фестиваль фортепианной музыки памяти В. К. Мержанова
- 14—24 августа 2013 гада в Кюстендиле (Болгария) проходил ІІ Международный фестиваль-конкурс «Великие учителя» Светлой памяти великого артиста и педагога В. Мержанова.